# Pepparriska
Pepparriska (Lactarius rufus) är en svampart i familjen Russulaceae. Pepparriskan har vit mjölksaft och brännande smak, varför den inte förekommer så ofta som matsvamp, även om den i insaltat skick lär vara vanlig som sådan i Finland. Pepparriskan är en delikat svamp till olika anrättningar om den får koka av i rikligt med vatten först.